# 5월 24일
5월 24일은 그레고리력으로 144번째(윤년일 경우 145번째) 날에 해당한다.

## 사건
- 1218년 - 제5차 십자군이 아크레를 떠나 이집트로 향했다.
- 1607년 - 영국인 이주자 100명이 미국 최초의 영국 식민지인 제임스 타운에 정박하다.
- 1667년 - 프랑스 왕국의 루이 14세가 당시 스페인 제국의 영토였던 네덜란드 남부를 공격하며 상속 전쟁이 시작되다.
- 1738년 - 감리교회의 창시자인  존 웨슬리 잉글랜드 성공회 신부가 저녁에 회심하다.
- 1862년 - 남북전쟁: 셰넌도어 계곡 전역에서 잭슨이 뱅크스의 후위 부대를 기습했다. 잭슨은 이 전투로 프론트 로열을 점령했다.
- 1883년 - 미국 뉴욕에 브루클린교가 개통되어 당대 가장 긴 현수교 기록을 갱신하다.
- 1900년 - 제2차 보어 전쟁: 대영 제국이 오라녜 자유국을 병합하다.
- 1923년
  - 아일랜드 내전이 끝났다.
  - 일제강점기 경상남도 진주군에서 형평사 운동에 반대하는 반형평 운동이 일어나다.
- 1952년 - 대한민국 국민에게 한국 전쟁으로 발생한 경제문제를 조정하는 한미 경제 조정 협정(마이어 협정)이 조인되다.
- 1991년 - 이스라엘 방위군이 에티오피아에 거주하는 에티오피아계 유대인을 이스라엘로 수송하는 솔로몬 작전을 시작하다.
- 2005년 - 대한민국, 병역 기피를 위해 이중국적자들이 대한민국 국적을 버리는 것을 제한하는 새 국적법이 시행되다.
- 2010년 - 대한민국 정부는 천안함 피격 사건에 대한 대응으로 대북 제재 조치를 발표하다.

## 문화
- 1844년 - 워싱턴 D.C.와 볼티모어간 전신이 공식적으로 개통하였다.
- 1974년 - 대한민국 팔당댐 준공.
- 1999년 - 조선민주주의인민공화국 평양학생소년예술단이 대한민국의 수도 서울특별시를 방문하다.
- 2004년 - 대한민국 국회방송 개국.
- 2014년 - 스페인의 레알 마드리드 축구팀이 세계 최초 UEFA 챔피언스리그 10회 우승에 달성하다.
- 2015년 - KBS 1TV에서 TV쇼 진품명품이 방영 20주년, 1,000회 방송을 맞이했다.
- 2016년 - 블리자드 엔터테인먼트의 비디오 게임 오버워치가 출시되었다.

## 탄생
- 1544년 - 영국의 물리학자, 의사 윌리엄 길버트. (~1603년)
- 1819년 - 영국의 여왕 빅토리아. (~1901년)
- 1901년 - 우루과아의 전 축구 선수 호세 나사시. (~1968년)
- 1902년 - 일본의 추리 소설가, 작가, 요코미조 세이시. (~1981년)
- 1905년 - 소련의 소설가 미하일 숄로호프. (~1984년)
- 1911년 - 버마의 정치인, 독립운동가, 군인 네 윈. (~2002년)
- 1917년 - 대한민국의 비전향 장기수 류한욱. (~2009년)
- 1918년 - 미국의 정치인, 디트로이트의 첫 흑인 시장 콜먼 영. (~1997년)
- 1923년 - 일본의 영화 감독, 배우, 각본가 스즈키 세이준. (~2017년)
- 1932년
  - 대한민국의 정치인 노인환. (~2023년)
  - 대한민국의 교육인 정희경. (~2024년)
  - 일본의 정치인 와타나베 고조. (~2020년)
- 1933년 - 대한민국의 기업인 이창희. (~1991년)
- 1940년 - 방글라데시의 정치인, 총리 무두드 아흐메드. (~2021년)
- 1941년 - 미국의 싱어송라이터, 작가 밥 딜런.
- 1942년 - 스코틀랜드의 화학자 프레이저 스토더트. (~2024년)
- 1943년 - 일본의 여성운동가 다나카 미쓰. (~2024년)
- 1944년 - 미국의 싱어송라이터, 배우 패티 라벨.
- 1945년 - 미국의 배우 프리실라 프레슬리.
- 1951년
  - 프랑스의 영화배우, 각본가 장 피에르 바크리. (~2021년)
  - 미얀마 제1대 부통령 민 쉐. (~2025년)
- 1953년
  - 대한민국의 배우 김일우. (~2004년)
  - 아르헨티나의 전 축구 선수, 현 축구 감독 다니엘 파사레야.
- 1955년 - 대한민국의 배우 민경진.
- 1957년 - 체코의 소설가 테레자 보우치코바.
- 1958년 - 대한민국의 전 야구 선수 최동원. (~2011년)
- 1960년
  - 불가리아의 레슬링 선수 스토얀 발로프.
  - 영국의 배우 크리스틴 스콧 토머스.
- 1962년 - 대한민국의 교육인, 총장 최경희.
- 1965년
  - 대한민국의 배우 김영호.
  - 미국의 배우 존 C. 라일리.
- 1966년
  - 대한민국의 야구 선수 이강철.
  - 대한민국의 의학자 김윤.
  - 프랑스의 축구 선수 에리크 캉토나.
- 1967년 - 대한민국의 서울특별시의회 의원 김인호.
- 1969년 - 대한민국의 배우 이연경.
- 1970년
  - 미국의 가수 토미 페이지. (~2017년)
  - 중국의 영화감독 자장커.
- 1971년 - 대한민국의 쇼호스트 이진아.
- 1972년 - 몰도바의 정치인, 제6대 대통령 마이아 산두.
- 1973년 - 체코의 축구 선수 블라디미르 슈미체르.
- 1974년 - 영국의 배우 나오미 라이언.
- 1975년
  - 대한민국의 전 야구 선수 이도형.
  - 대한민국의 배우 우희진.
- 1977년 - 대한민국의 전 야구 선수 서재응.
- 1978년 - 대한민국의 교수, 작가 이지선.
- 1979년
  - 미국의 종합격투기 선수 프랭크 미어.
  - 미국의 야구 선수 조 케네디. (~2007년)
  - 미국의 전 농구 선수 트레이시 맥그래디.
- 1980년 - 홍콩의 배우 장백지.
- 1981년 - 브라질의 범죄자 에리카 지소자.
- 1982년 - 대한민국의 연극배우 김율.
- 1983년
  - 대한민국의 배우 우승연. (~2009년)
  - 대한민국의 가수 원우.
- 1984년 - 대한민국의 안무가 리아킴.
- 1985년
  - 대한민국의 가수 아영.
  - 일본의 댄서 야마시타 켄지로.
- 1986년 - 대한민국의 배우 백옥담.
- 1987년
  - 대한민국의 야구 선수 김혁민.
  - 벨기에의 배우 데보라 프랑수아.
- 1988년
  - 대한민국의 배우 여의주.
  - 대한민국의 가수, 전 프로게이머 진유.
- 1989년
  - 일본의 바둑 기사 이야마 유타.
  - 미국의 래퍼 지이지.
- 1990년
  - 대한민국의 축구 선수 김태준.
  - 일본의 배우 마츠시타 유야.
- 1991년
  - 대한민국의 배우 김윤혜.
  - 대한민국의 래퍼 나다.
  - 대한민국의 배우 윤아름.
  - 일본의 가수 우메다 에리카.
  - 일본의 컬링 선수 후지사와 사쓰키.
  - 일본의 컬링 선수 요시다 지나미.
- 1992년
  - 대한민국의 축구 선수 김성식.
  - 미국의 대식가 맷 스토니.
  - 대한민국의 영화배우 박지아.
- 1993년
  - 대한민국의 농구 선수 박세진.
  - 잉글랜드 태생의 축구 선수 니코 예나리스.
  - 대한민국의 가수, 쇼핑호스트 지영.
- 1994년
  - 대한민국의 래퍼, 배우 태웅 (스누퍼).
  - 대한민국의 배우 이예림.
  - 일본의 수영 선수 세토 다이야.
  - 오스트레일리아의 수영 선수 에마 매키언.
- 1995년
  - 대한민국의 배우 한민.
  - 일본의 수영 선수 이가라시 지히로.
- 1996년 - 대한민국의 온라인콘텐츠창작자 초마드.
- 1997년 - 대한민국의 가수 이브 (이달의 소녀).
- 1998년
  - 대한민국의 래퍼 맥 컬리.
  - 영국의 배우 데이지 에드거존스.
  - 캐나다의 쇼트트랙 선수 조르당 피에르질.
- 1999년 - 대한민국의 가수 박현우.
- 2000년 - 스위스의 축구 선수 노아 오카포르.
- 2002년
  - 대한민국의 가수 김호정.
  - 대한민국의 가수 주니. (아이칠린)
- 2003년 - 일본의 아이돌 이치노세 미쿠.
- 2004년 - 포르투갈의 축구 선수 유세프 셰르미티.
- 2005년 - 대한민국의 음악가 박현진.

## 사망
- 1543년 - 폴란드의 천문학자 니콜라우스 코페르니쿠스. (1473년~)
- 1839년
  - 조선의 가톨릭 순교자 권득인. (1805년~)
  - 조선의 가톨릭 순교자 김아기. (1787년~)
  - 조선의 가톨릭 순교자 김업이. (1774년~)
  - 조선의 가톨릭 순교자 남명혁. (1802년~)
  - 조선의 가톨릭 순교자 박아기. (1783년~)
  - 조선의 가톨릭 순교자 박희순 루치아. (1801년~)
- 1903년 - 북한의 극작가 송영. (1903년~)
- 1959년 - 미국의 외교관 존 포스터 덜레스. (1888년~)
- 1969년 - 미국의 배우 폴 버치. (1912년~)
- 1980년 - 대한민국의 군인, 정치인, 중앙정보부장 김재규. (1924년~)
- 1997년
  - 대한민국의 정치인, 법조인 이호. (1914년~)
  - 일본의 기업인 사쿠라다 사토시. (1937년~)
- 2004년
  - 대한민국의 농구 선수 이원우. (1958년~)
  - 조선민주주의인민공화국 최고 지도자 김정은의 모친 고용희. (1952년~)
- 2006년 - 대한민국의 작가 조소혜. (1956년~)
- 2014년 - 대한민국의 군인 및 정치인 이학봉. (1938년~)
- 2017년 - 일본의 정치인 요사노 가오루. (1934년~)
- 2018년 - 독일의 운동가 구드룬 부르비츠. (1929년~)
- 2019년 - 미국의 물리학자 머리 겔만. (1929년~)
- 2021년 - 미국의 영화배우 새뮤얼 E. 라이트. (1946년~)
- 2023년
  - 미국의 영화배우 조지 마하리스. (1928년~)
  - 미국의 가수 티나 터너. (1939년~)
- 2025년
  - 미국의 만화가 피터 데이비드. (1956년~)
  - 미국의 언론인 수전 브라운밀러. (1935년~)

## 기념일
- 부처님 오신 날 - 1996년, 2007년, 2026년, 2045년, 2083년
- 피친차 전투 기념일: 에콰도르
- 연방 정부의 날: 벨리즈
- 버뮤다 데이: 버뮤다
- 독립기념일: 에리트레아
- 애국자의 날: 퀘벡주
- 올더스게이트 데이: 감리교

## 같이 보기
- 전날: 5월 23일 다음날: 5월 25일 - 전달: 4월 24일 다음달: 6월 24일
- 음력: 5월 24일
- 모두 보기